# Clavulinopsis sibutiana
Clavulinopsis sibutiana är en svampart som först beskrevs av Har. & Pat., och fick sitt nu gällande namn av Corner 1970. Clavulinopsis sibutiana ingår i släktet Clavulinopsis och familjen fingersvampar.   Inga underarter finns listade i Catalogue of Life.